# George Ruhlen
George Ruhlen  (* 1. Mai 1911; † 14. November 2003 in San Antonio, Bexar County, Texas) war ein Generalmajor der United States Army. Er war unter anderem Kommandeur der 1. Panzerdivision.
George Ruhlen war ein Sohn von Oberst George Ruhlen Sr. (1884–1971) und dessen Frau Emma Turner (1885–1972). In den Jahren 1931 bis 1935 durchlief er die United States Military Academy in West Point. Nach seiner Graduation wurde er als Leutnant der Feldartillerie zugeteilt. In der Armee durchlief er anschließend alle Offiziersränge vom Leutnant bis zum Zwei-Sterne-General.
Im Lauf seiner militärischen Karriere absolvierte Ruhlen verschiedene Kurse und Schulungen. Dazu gehörten unter anderem die obligatorischen Kurse an der Field Artillery School in Fort Sill in Oklahoma, das United States Army War College, in Carlisle in Pennsylvania und das National War College in Fort McNair.
In seinen jüngeren Jahren absolvierte er den für Offiziere in den niederen Rangstufen üblichen Dienst in verschiedenen Einheiten und Standorten. Dazu gehörten auch Aufgaben als Stabsoffizier in verschiedenen Hauptquartieren. Während des Zweiten Weltkriegs war er auf dem europäischen Kriegsschauplatz eingesetzt. Er war unter anderem Kommandeur des 3rd Armored Field Artillery Battalions das der 9. Panzerdivision unterstand. Dabei war er am Vormarsch der Alliierten durch Frankreich und Luxemburg nach Deutschland beteiligt. Er war auch bei der Eroberung der Ludendorff-Brücke bei Remagen dabei.
Nach dem Krieg setzte Ruhlen seine Offizierslaufbahn fort. Während des Koreakriegs war er in den Jahren 1950 bis 1952 Stabsoffizier im Far East Command. Nach zwischenzeitlichen anderen Verwendungen war Ruhlen von April 1962 bis Mai 1965 Leiter der amerikanischen Militärberaterkommission in Pakistan. Anschließend übernahm er das Kommando über die 1. Panzerdivision, das er zwischen Juni 1965 und Juli 1967 innehatte. Teile der Division waren damals im Vietnamkrieg eingesetzt. Nach seiner Zeit als Divisionskommandeur war George Ruhlen in den Jahren 1967 und 1968 Stabsoffizier beim Joint Chiefs of Staff. Danach wurde er zum stellvertretenden Kommandeur der 4. Armee in Fort Sam Houston ernannt. Dieses Amt bekleidete er bis zu seinem Eintritt in den Ruhestand im Jahr 1970.
Der mit Miriam Olive Strawn (1917–2018) verheiratete Offizier starb am 14. November 2003 in San Antonio in Texas und wurde auf dem Fort Sam Houston National Cemetery beigesetzt.

## Orden und Auszeichnungen
George Ruhlen erhielt im Lauf seiner militärischen Laufbahn unter anderem folgende Auszeichnungen:
- Army Distinguished Service Medal
- Silver Star
- Legion of Merit